# Rüstäm Orucov
Rüstäm Orucov (azerbajdzjanska: Rüstəm Fəzail oğlu Orucov), född 4 oktober 1991 i Ust-Ilimsk i Irkutsk oblast, är en azerisk judoutövare. Han tog en silvermedalj i lättvikt vid de olympiska judotävlingarna 2016 i Rio de Janeiro.
Han har även tagit en silvermedalj vid världsmästerskapen 2017 samt en guldmedalj vid EM 2016.